# アフリカ系アルゼンチン人
アフリカ系アルゼンチン人（アフリカけいアルゼンチンじん）とは、アルゼンチンにおけるアフリカ系の市民のこと。現在の白人国家となったアルゼンチンにおいてはメソポタミア地方のコリエンテス州にのみ特に多い。実数はわからないが、国民全体でも1%を越えないほどの人口だと思われる。

## 歴史
アフリカから家内労働用の奴隷として連れて来られ、独立戦争の時にはサン・マルティン将軍の北部軍でさえ兵士の半分以上は黒人だったという。その後も各地の戦争に徴兵され、「大砲の肉」として酷使された。1829年から1852年までのロサス時代にはブエノスアイレス州知事フアン・マヌエル・デ・ロサスの下で保護された。1843年には奴隷制が廃止され、黒人の歓心を買うために政策的に黒人の聖人パレルモのベネデットが信仰されるのもこの頃である。推測によると、1850年には全国民の2%、約25,000人ほどの黒人人口がいたと見られている。しかしその後カセーロスの戦いでロサスが失脚してバルトロメ・ミトレやドミンゴ・サルミエントの自由主義、欧化主義路線が土着路線に勝利すると、スペイン的、土着的なものはアルゼンチンから排斥され、ガウチョやインディオやカウディージョなどとともに黒人も弾圧されるようになって行った。こうしてヨーロッパ移民が多くなるにつれて次第に姿を消していった。
- モンテビデオには既に大きな黒人コミュニティがあり、ブエノスアイレスよりは政治的な敵意も少なく感じられ、さらにブエノスアイレスよりも湿度が低く過ごしやすかったので、アルゼンチンから黒人が移住してきた。
- 三国同盟戦争が勃発すると、アフリカ系アルゼンチン人は人口に対して不釣合いな程の人数が徴兵されたので、戦後再び多くがウルグアイに移民した。
- 1871年の黄熱病の大流行がコミュニティに大打撃を与えた。

このようにしてアルゼンチンでは黒人人口が減っていった。
ただ，コミュニティーで流行していた音楽の「ミロンガ」や「タンゴ」について、少なくとも名称だけはアルゼンチン国民の音楽になっている。いわゆる「タンゴ」についても、今の「タンゴ」のイメージとは違う音楽ではあるが、連続的なものとする識者もいる。

## 著名な人物
- セバスティアン・パルド （タンゴにおいてバンドネオンを取り入れた創始者）
- ロセンド・メンディサーバル （タンゴの作曲家）
- オラシオ・サルガン　（タンゴの音楽家・モダンタンゴの創始者）[3][4]
- ガビノ・エセイサ （パジャドール）
- フィデル・ナダル （レゲエミュージシャン）

## 脚註
1. ↑  “Afro-Argentine”. Joshua Project.   U.S. Center for World Mission. 2008年8月25日閲覧。
2. ↑  Black Latin America
3. ↑  Wikipedia - Afro Argentine #Notable Afro Argentines
4. ↑  Wikipedia Category:Argentine people of Black African descent